# Tartufo di Pizzo

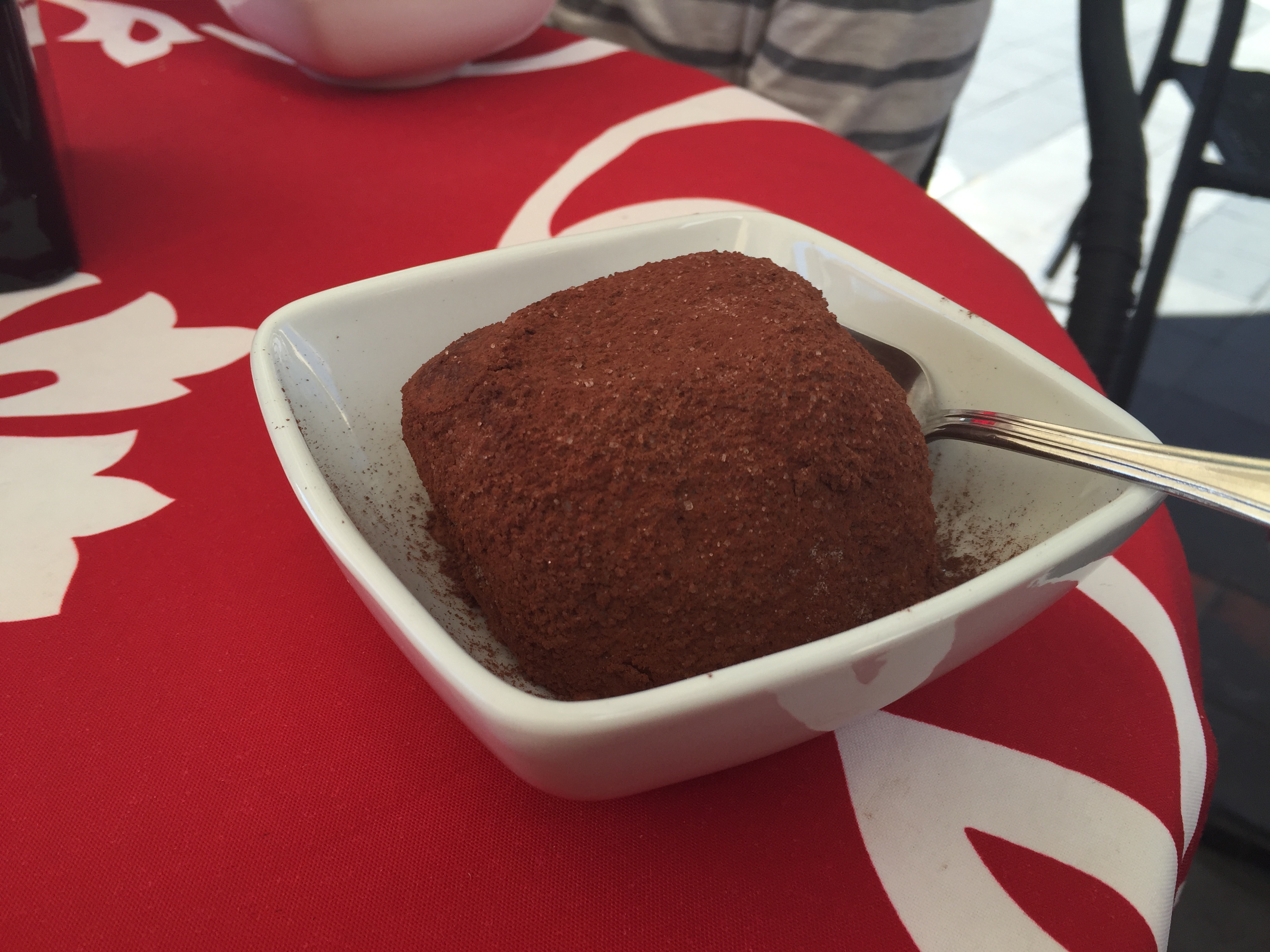
Tartufo

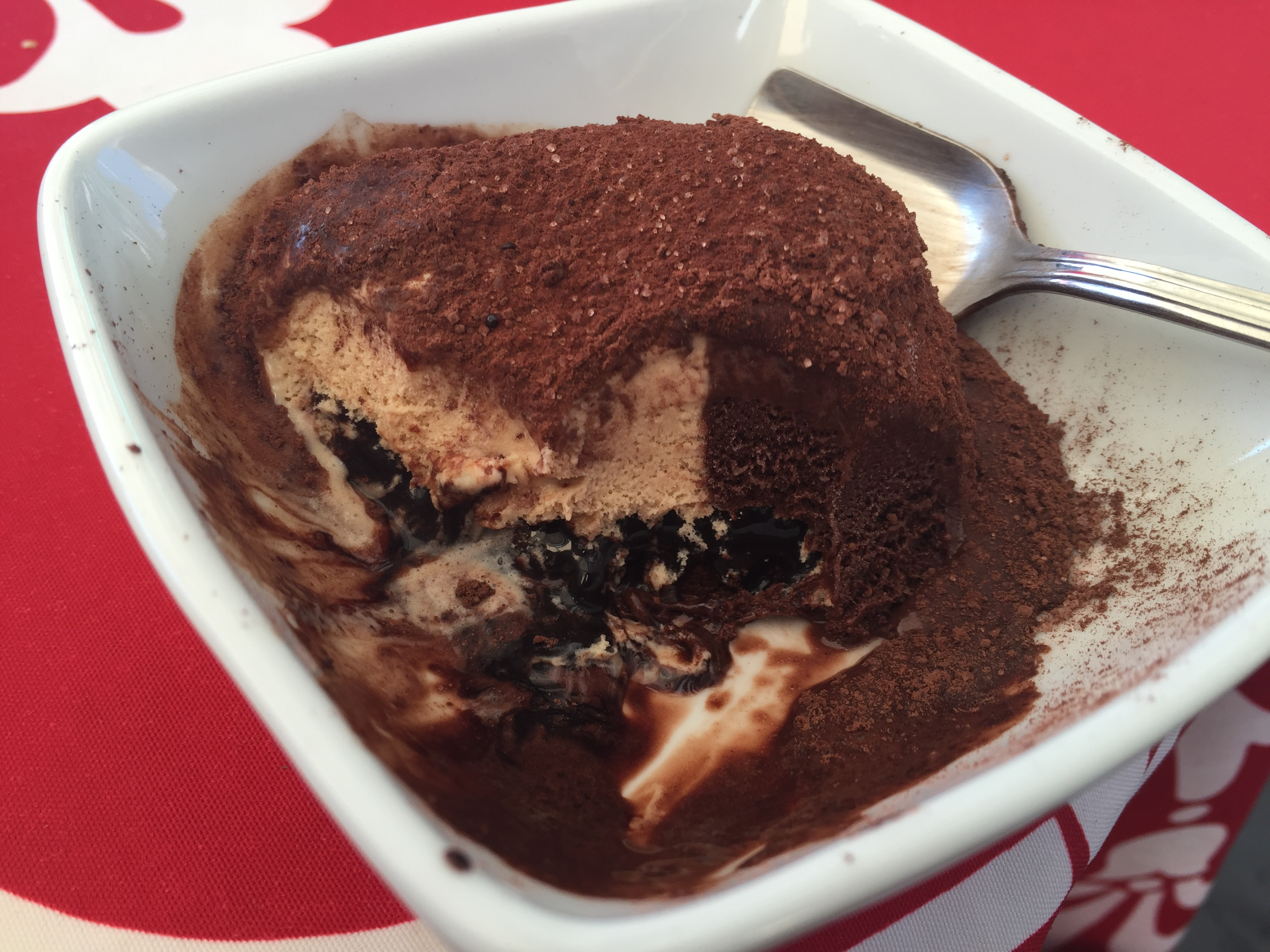
Tartufo (Ansicht der Füllung)

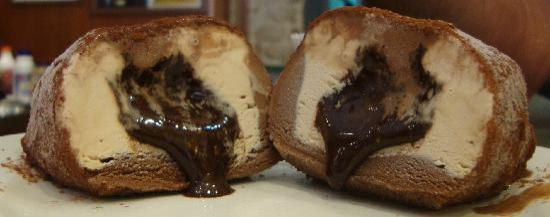
Tartufo Artigianale

Tartufo di Pizzo, auch Tartufo Nero oder kurz Tartufo, ist eine italienische Eisspezialität, die den Trüffelpralinen nachempfunden ist und ihren Ursprungsort im kalabrischen Pizzo hat. Es trägt die Herkunftsbezeichnung geschützte geografische Angabe (g.g.A.) . Der Name basiert auf dem italienischen Wort für Trüffel.

## Entstehung
Der aus Sizilien stammende Eismacher Giuseppe De Maria, den Einheimischen als Don Pippo bekannt, musste Anfang der 1930er Jahre anlässlich eines überraschenden Besuches von Prinz Umberto, dem späteren König Umberto II., in aller Eile ein Dessert für ein Festmahl anrichten. Als Don Pippo feststellte, dass er nicht ausreichend Formen für das Dessert zur Verfügung hatte, begann er, die Eismassen mit seinen Händen zu modellieren, indem er Haselnuss- und Schokoladeneis in seine Handfläche legte und es dann zu einer Kugel um eine Füllung aus geschmolzener Schokolade formte, um eine Bombe zu machen. 
Für den sizilianischen Konditor war die Herstellung des Tartufo Nero nicht anders als Arancini – anstatt die Kugeln mit Paniermehl zu bestäuben, bestäubte er sie mit Zucker und Kakao, was ihnen das Aussehen von Trüffeln gab. Die Neffen von Giuseppe De Maria, die die Gelaterias Dante und Ercole im Zentrum von Pizzo betreiben, beanspruchen das Originalrezept. 

## Herstellung
Das traditionelle Tartufo-Eis wird aus Nuss- sowie Schokoladeneis hergestellt, das mit einer Schokoladensoße gefüllt, eingewickelt in den Gefrierschrank gelegt und vor dem Servieren in einer Mischung aus Kakaopulver und Zucker gewälzt wird. Es wird ohne Zusätze oder moderne Stabilisatoren hergestellt.

## Varianten
Inzwischen gibt es Tartufo in zahlreichen Variationen, darunter Tartufo Cioccolato aus Schokoladeneis und Tartufo Mokka aus Mokkaeis. In Restaurants wird es neben Kakao auch häufig mit Schokoladensauce, Sahne, Früchten, Schokostreuseln oder Eierlikör garniert.